# Бањи ди Тиволи (Рим)
Бањи ди Тиволи је насеље у Италији у округу Рим, региону Лацио.
Према процени из 2011. у насељу је живело 9418 становника. Насеље се налази на надморској висини од 64 м.